# Watling
L'illa de Watling o illa de San Salvador, es troba a les Bahames. Fins a 1986, quan la National Geographic suggerí l'indret de Cai Samana (Samana cay), es pensava que aquesta illa va ser el primer lloc d'Amèrica on va posar peu la primera expedició de Cristòfor Colom el dia 12 d'octubre de 1492. Colom va deixar per escrit que els illencs autòctons anomenaven l'illa amb el nom de Guanahani.
A principi del segle xviii el Regne Unit va prendre el control de Watling i de totes les Bahames i durant un cert temps hi visqué John (o George) Watling que donà a l'illa el seu nom alternatiu i també l'oficial fins a 1925. Durant aquells anys el nom de "San Salvador" va ser transferit a l'illa Cat de les Bahames.
El 2010 a l'illa de Watling/San Salvadorunes vivien unes 271 persones, essent la població de Cockburn la seu del govern local. Hi ha turisme, una estació de recerca biològica i es practica el submarinisme.